# کاژیمیش فابریتسه

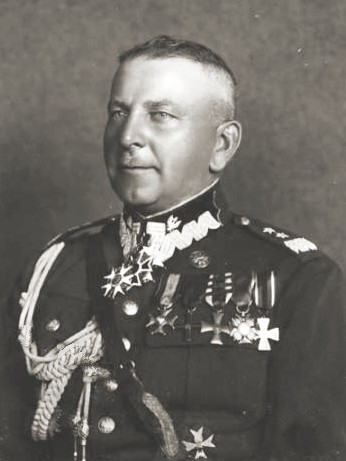
کاژیمیش فابریتسه

کاژیمیش فابریتسه (لهستانی: Kazimierz Fabrycy؛ ‏ تلفظ لهستانی: [kaˈʑimjɛʂ]) در سال ۱۸۸۸ در اودسا واقع در امپراتوری روسیه به دنیا آمد. او از همان دوران مدرسه جزئی از گروه‌های آزادی طلب لهستانی مانند اتحادیه مبارزه مسلحانه بود که در لژیون‌های لهستانی جنگ جهانی اول و پس از آن در جنگ لهستان-شوروی جنگید.
(لهستانی: Kazimierz Fabrycy؛ ‏ تلفظ لهستانی: [kaˈʑimjɛʂ]؛ ‏)
با تشکیل جمهوری دوم لهستان او در دوره میان‌دوجنگ فرماندهی واحدهای مختلفی را به عهده داشت و در سال ۱۹۳۹ با آغاز تهاجم به لهستان توسط آلمان نازی او فرماندهی سپاه کارپاتی و پس از آن فرماندهی ناحیه سرپل رومانی را عهده‌دار گشت. پس از فرار به رومانی او تلاش‌هایی را جهت بازسازی قوای لهستانی در خاورمیانه انجام داد.
پس از پایان جنگ جهانی دوم فابریتسه در تبعید باقی ماند تا آنکه در سال ۱۹۵۸ در لندن درگذشت.